# Ân (Thập quốc)
Ân (tiếng Trung: 殷; bính âm: Yīn) là một quốc gia tồn tại ngắn ngủi vào thời Ngũ Đại Thập Quốc tại Trung Quốc. Quốc gia Ân do một thành viên tông thất nước Mân là Vương Diên Chính lập ra trên vùng lãnh thổ tây bắc của nước này vào năm 943. Sau khi giành được quyền cai quản lãnh thổ Mân cũ, Vương Diên Chính đổi quốc hiệu thành Mân. Năm 945, Vương Diên Chính đầu hàng quân Nam Đường.

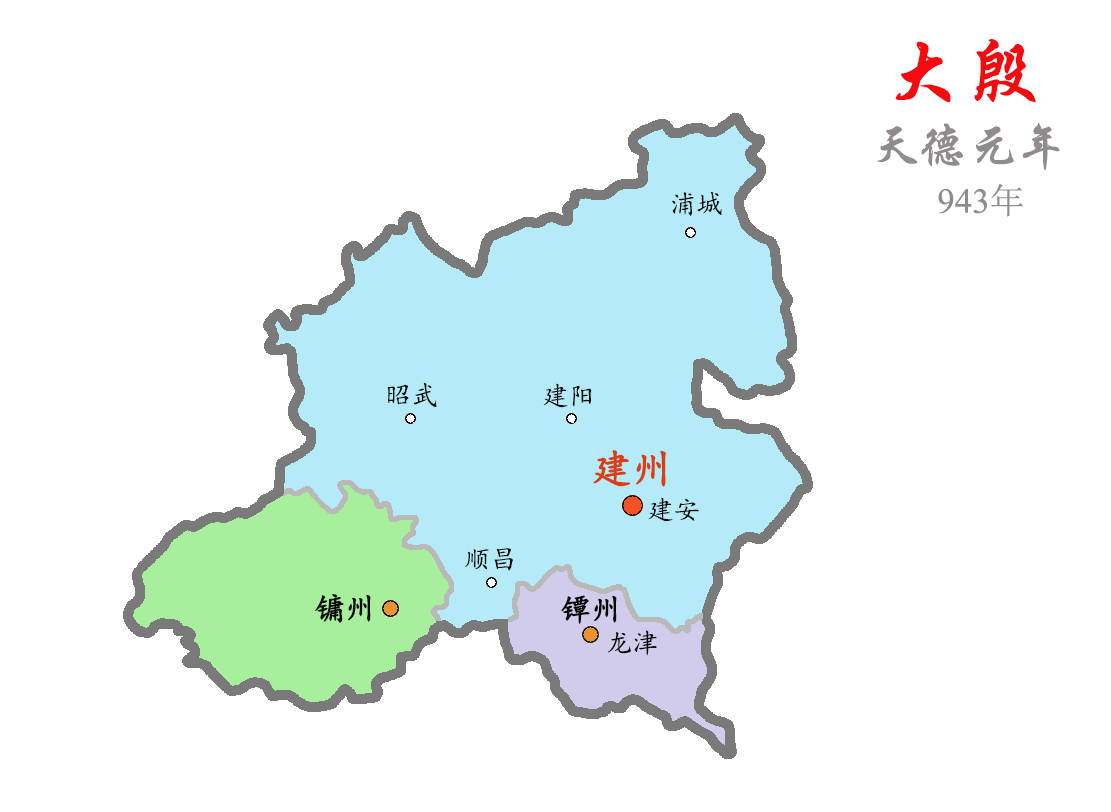
Ân

## Bối cảnh
Năm 939, Vương Diên Hy trở thành vua của Mân (và đổi tên thành Vương Hy), song sau đó lại trở nên kiêu dâm hà ngược, nghi ngờ ghen ghét tông tộc, khiến nhiều người oán giận. Kiến châu thứ sử Vương Diên Chính cũng là em của Vương Diên Hy, nhiều lần dâng thư khuyến gián, tuy nhiên Vương Hy tức giận và viết thư lại mắng chửi Vương Diên Chính. Một ngày, Giám quân Nghiệp Kiều do Vương Hy cử đến và Vương Diên Chính có bất đồng, Nghiệp Kiều chạy đến Nam trấn, Vương Diên Chính phát binh tiến công Nam trấn, đánh bại binh đồn trú tại đây. Nghiệp Kiều và Đỗ Hán Sùng chạy về thủ đô Phúc châu, quân biên thùy phía tây của Mân đều tan vỡ. Tháng 3 ÂL năm Canh Tý (940), Vương Diên Chính đánh tan quân Phúc châu do Vương Hy phái đến, thừa thắng đoạt lấy hai thành Vĩnh Bình, Thuận Xương.
Sau một thời gian hòa hoãn, đến tháng 7 ÂL năm Tân Sửu (941), Vương Hy tiếp tục giao chiến với Vương Diên Chính. Trấn Vũ tiết độ phán quan Phan Thừa Hựu (潘承祐) nhiều lần đề nghị ngưng binh hòa hảo, song Vương Diên Chính không nghe theo. Khi sứ giả của Vương Hy đến, Vương Diên Chính cho binh ra thị uy, nói những lời gay gắt mạo phạm với sứ giả.
Tháng 7 ÂL năm Nhâm Dần (942), Vương Diên Chính rút lui sau khi đánh 42 trận mà vẫn không chiếm được Đinh châu. Sang tháng 8 ÂL, Vương Hy sai sứ đem chiếu cầu hòa với Vương Diên Chính, Vương Diên Chính không nhận.

## Mở rộng lãnh thổ
Tháng 2 ÂL năm Quý Mão (943), Vương Diên Chính xưng đế ở Kiến châu, đặt quốc hiệu là "Đại Ân", đại xá, cải nguyên Thiên Đức. Ông thăng Tương Lạc huyện thành Dong châu, thăng Diên Bình trấn thành châu. Không lâu sau, Vương Diên Chính bổ nhiệm Phan Thừa Hựu làm 'đồng bình chương sự', bổ nhiệm Dương Tư Cung (陽楊思) làm 'bộc xạ'. Vương Diên Chính mặc 'giả bào' thị sự, song ông vẫn dùng lễ phiên trấn để tiếp sứ giả của các nước lân cận. Nước Ân nhỏ dân chúng nghèo khó, song phí tổn cho quân đội lại lớn. Dương Tư Cung đắc hạnh do áp thuế nặng nhân dân, như thuế ruộng, hay thuế cá, muối, rau, quả, bị người trong nước gọi là "Dương bác bì", tức Dương lột da."
Tháng 4 ÂL cùng năm, quân Ân dưới quyền tướng Trần Vọng và những người khác tiến công Phúc châu, vào thành từ khu ngoại ô phía tây, song cuối cùng bị đánh bại và phải về Ân. Sang tháng 5 ÂL, Phan Thừa Hựu dâng thư, chỉ ra 10 điều, điểm chính là:
1. Anh em đánh lẫn nhau, ngược với đạo trời.
2. Trưng thu thuế nặng, bắt lao dịch vô độ.
3. Bắt dân làm binh, ép buộc họ vào quân đội khiến họ sầu oán.
4. Dương Tư Cung đoạt y phục và lương thực của dân (tức đánh thuế nặng), khiến oán giận đổ về thánh thượng, quần thần chẳng ai dám nói.
5. Cương thổ Ân nhỏ hẹp song đặt nhiều châu huyện, tăng thêm quan lại làm dân khổ sở.
6. Mở đường thu góp lương thực để đánh Đinh châu, mà lại không lo Kim Lăng (tức Nam Đường) và Tiền Đường (tức Ngô Việt) thừa dịp đánh úp.
7. Thu giữ tài sản của hộ giàu, người nhiều tiền thì được bổ nhiệm làm quan, người thiếu thuế phải chịu hình phạt.
8. Thu thuế quả, rau, cá, gạo ở các bến đò, có lợi thì ít, nhận oán giận thì rất nhiều.
9. Đường và Ngô Việt là láng giềng, từ khi tức vị chưa từng thông sứ.
10. [Xây dựng] Cung thất đài tạ, trang sức vô độ.

Vương Diên Chính rất tức giận, tước quan tước của Phan Thừa Hựu và buộc người này phải về nhà.
Tháng giêng năm Giáp Thìn (944), Ân đúc tiền sắt lớn Thiên Đức thông bảo, mỗi đồng lớn có giá trị bằng 100 đồng nhỏ.
Cũng trong tháng, Hoàng đế Lý Cảnh của Nam Đường sai sứ đem thư cho Vương Hy và Vương Diên Chính, trách việc anh em đánh lẫn nhau. Vương Diên Chính thì viết thư lại chê trách họ Lý (Nam Đường) đoạt nước của họ Dương (Ngô, Lý Cảnh giận dữ và cắt đứt quan hệ với Ân.
Đến tháng 3 ÂL, Vương Hy bị các bộ tướng Chu Văn Tiến và Liên Trọng Ngộ sát hại. Liên Trọng Ngộ ủng hộ Chu Văn Tiến làm tân đế của Mân, diệt trừ các thành viên họ Vương tại Phúc châu. Hay tin, Vương Diên Chính sai Ngô Thành Nghĩa (吳成義) thảo phạt Chu Văn Tiến, song không thành công. Đến tháng 11 ÂL, các sĩ quan ở Tuyền châu như Lưu Tòng Hiệu (留從效) ám sát thứ sử do Chu Văn Tiến bổ nhiệm, và quy phục Ân. Tướng Trình Mô (程謨) ở Chương châu biết tin thì cũng nổi dậy do Chu Văn Tiến bổ nhiệm. Đinh châu thứ sử Hứa Văn Chẩn (許文稹) cũng phụng biểu thỉnh hàng Ân.
Tháng 12 ÂL, Chu Văn Tiến sai các tướng Lâm Thủ Lượng (林守諒) và Lý Đình Ngạc (李廷鍔) đem binh tiến công Tuyền châu, Vương Diên Chính sai Đại tướng quân Đỗ Tiến (杜進) đem hai vạn binh đến cứu Tuyền châu. Lưu Tòng Hiệu giao chiến với quân Phúc châu, giết Lâm Thủ Lượng và bắt giữ Lý Đình Ngạc. Vương Diên Chính sai Ngô Hành Nghĩa đem một nghìn chiến hạm tiến công Phúc châu, Chu Văn Tiến cầu cứu Ngô Việt. Trong khi đó, tướng Nam Đường là Tra Văn Huy (查文徽) tiến công Kiến châu, song đến khi hay tin Chương châu, Tuyền châu và Đinh châu đều quy phục Ân thì người này triệt thoái đến Kiến Dương.
Ngô Hành Nghĩa lừa người dân Phúc châu rằng quân Nam Đường thực ra tiếp viện cho Ân tiến công Chu Văn Tiến. Ngáy Ất Mùi (27) tháng 12 nhuận (12 tháng 2 năm 945), Chu Văn Tiến cầu hòa bằng cách sai Lý Quang Chuẩn (李光准) dâng quốc bảo cho Vương Diên Chính. Tuy nhiên, đến ngày Đinh Dậu (29) cùng tháng, Phúc châu nam lang thừa chỉ Lâm Nhân Hàn (林仁翰) tiến hành binh biến, sát hại Liên Trọng Ngộ và Chu Văn Tiến. Lâm Nhân Hàn mở cổng thành Phúc châu nghênh Ngô Hành Nghĩa nhập thành.

## Bị Nam Đường tiêu diệt
Các bầy tôi cũ của Mân cùng dâng biểu quy phục Vương Diên Chính, Vương Diên Chính cải quốc hiệu thành Mân, song do quân Nam Đường sắp tiến công nên từ chối dời đô đến Phúc châu. Vương Diên Chính sai Vương Kế Sương (王繼昌) trấn thủ Phúc châu, quản lý quân sự của nam đô, cho Hoàng Nhân Phúng (黃仁諷) làm trấn át sứ. Vương Diên Chính phát thị vệ và lưỡng quân giáp sĩ ở nam đô, quân số 15 nghìn, đến Kiến châu chống Nam Đường.
Trong khi đó, theo thỉnh cầu của Tra Văn Huy, tháng 2 năm Ất Tị (945) Lý Cảnh phái thêm vài nghìn quân tiếp viện nhằm chuẩn bị tiến công Kiến châu. Vương Diên Chính sai Dương Tư Cung và Trần Vọng đem vạn quân kháng cự. Thoạt đầu, Trần Vọng bày thế trận phòng thủ ở bờ nam Sách Thủy, hơn một tuần không chiến, quân Nam Đường không dám tiến công. Tuy nhiên, Dương Tư Cung dùng mệnh lệnh của Vương Diên Chính để đốc Trần Vọng chiến. Trần Vọng buộc phải tấn công quân Nam Đường, kết quả rơi vào bẫy của tướng Nam Đường là Tổ Toàn Ân (祖全恩). Trần Vọng bị giết, còn Dương Tư Cung buộc phải chạy về Kiến châu. Vương Diên Chính hay tin thì rất sợ hãi, triệu thêm 5000 binh từ Tuyền châu (do Đổng Tư An và Vương Trung Thuận chỉ huy) đến tăng cường phòng thủ cho Kiến châu, chuẩn bị cho một cuộc bao vây. Theo như ghi chép, người dân Kiến châu khổ sở vì chiến loạn giữa các thành viên Vương thị và việc Dương Tư Cung đánh thuế nặng, họ tranh nhau chặt cây mở đường để nghênh quân Nam Đường.
Tại Phúc châu, Lý Nhân Đạt và Trần Kế Tuần (陳繼珣) và Hoàng Nhân Phúng quay sang chống Vương Diên Chính. Họ tiến hành ám sát Vương Kế Sương và Ngô Thành Nghĩa, rồi lập một tăng nhân là Trác Nham Minh làm hoàng đế. Vương Diên Chính biết tin thì mệnh Trương Hán Chân (張漢真) đem 5 nghìn thủy quân hội với quân Chương châu và Tuyền châu thảo phạt chế độ Phúc châu. Tháng 7 ÂL, có người nói rằng viện binh Phúc châu tại Kiến châu âm mưu làm phản, do vậy Vương Diên Chính đuổi họ về, song cho phục binh ở nơi hiểm trở mà giết hết. Vương Diên Chính sai sứ phụng biểu xưng thần với Ngô Việt, thỉnh làm nước phụ dung để cầu cứu.
Ngày Đinh Hợi (24) tháng 8 năm Ất Tị (2 tháng 10 năm 945), Tiên phong kiều đạo sứ Vương Kiến Phong (王建封) của Nam Đường leo lên thành, cuối cùng chiếm được Kiến châu, Vương Diên Chính đầu hàng. Vương Trung Thuận chiến tử, còn Đổng Tư An tập hợp quân của mình chạy về Tuyền châu. Quân Nam Đường sau khi chiếm được thành thì tiến hành cướp bóc, đốt phá hết cung thất và lư xá.